# Equipe Unificada da Alemanha nos Jogos Olímpicos

Bandeira da Equipa Alemã Unida

Os atletas da Alemanha Ocidental e da Alemanha Oriental competiram nos Jogos Olímpicos de Verão e nos Jogos Olímpicos de Inverno de 1956, 1960 e 1964 numa Equipe Unificada (Gesamtdeutsche Mannschaft).
O hino escolhido, para não ser o de um dos países, foi o Hino à Alegria de Beethoven. Para a bandeira foi escolhida a bandeira da República de Weimar com os anéis olímpicos na faixa vermelha.  

## Medalhas

### Jogos Olímpicos de Verão
| Ano             | Ouro | Prata | Bronze | Total |
| 1956, Melbourne | 6    | 13    | 7      | 26    |
| 1960, Roma      | 12   | 19    | 11     | 42    |
| 1964, Tóquio    | 10   | 22    | 18     | 50    |
| Total           | 28   | 54    | 36     | 118   |

### Jogos Olímpicos de Inverno
| Jogos                   | Ouro | Prata | Bronze | Total |
| 1956, Cortina D'Ampezzo | 1    | 0     | 1      | 2     |
| 1960, Squaw Valley      | 4    | 3     | 1      | 8     |
| 1964, Sapporo           | 3    | 3     | 3      | 9     |
| Total                   | 8    | 6     | 5      | 19    |